# 天主教阿散索尔教区
天主教阿散索爾教區（拉丁語：Dioecesis Ialpaiguriensis）是羅馬天主教的一個教區，位於印度阿散索爾。教區管轄西孟加拉邦中西部，受加爾各答總教區管轄。
教區於1997年10月24日自加爾各答總教區分出而成立，2006年有12個堂區、24,841教友和51名司鐸。
教區主教現時出缺，榮休主教為西彼連·莫尼斯。